# Giovanni Bosco
Giovanni Melchiorre Bosco, meglio noto come don Bosco (Castelnuovo d'Asti, 16 agosto 1815 – Torino, 31 gennaio 1888), è stato un presbitero, pedagogo e educatore italiano, fondatore delle congregazioni dei Salesiani e delle Figlie di Maria Ausiliatrice. È stato canonizzato da papa Pio XI il 1º aprile 1934.
È considerato uno dei santi sociali torinesi.

## Biografia

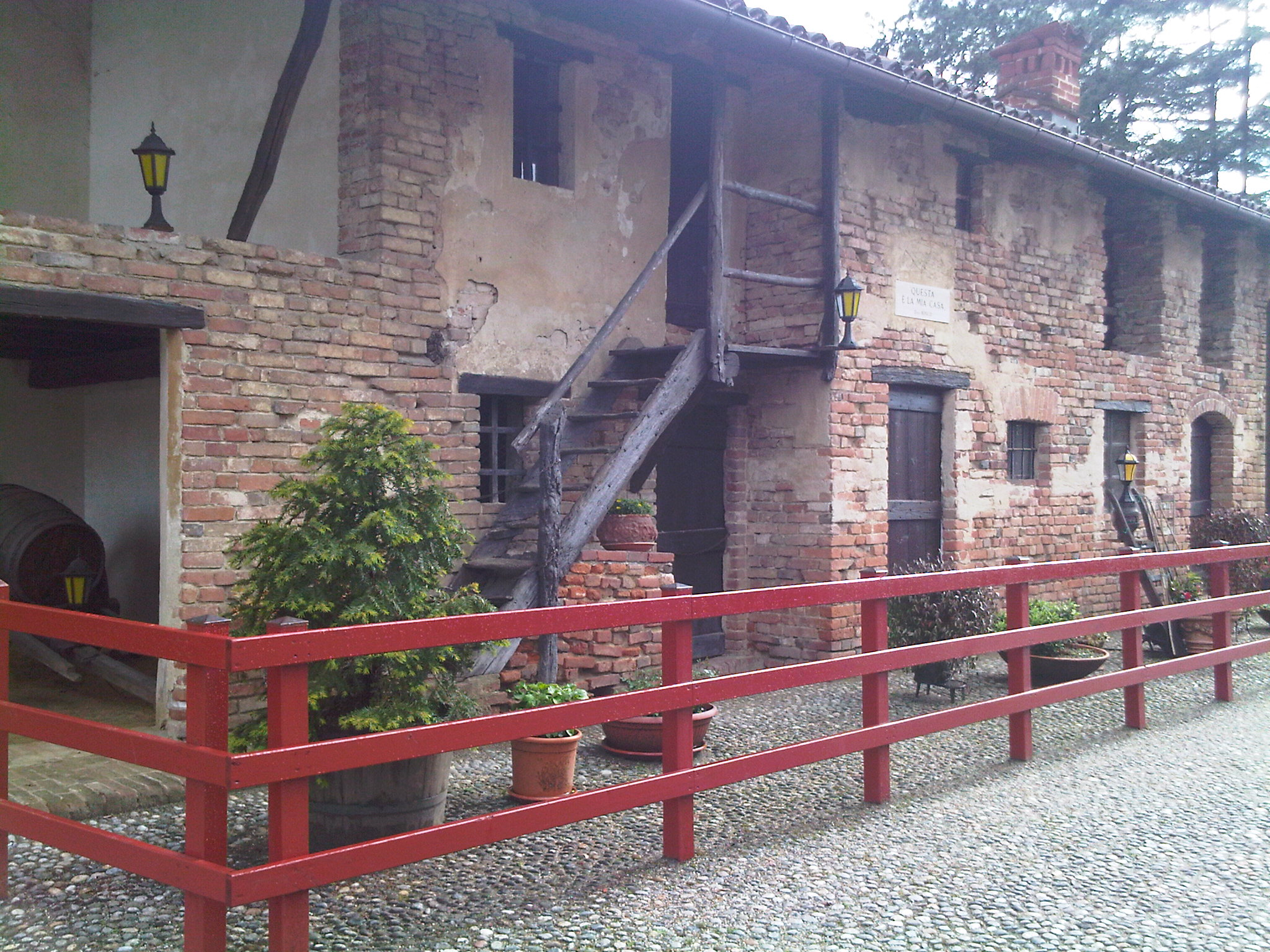
La casa natale di don Bosco a I Becchi

Giovanni Bosco nacque il 16 agosto 1815 in una modesta cascina dove ora sorge la basilica di Don Bosco, nella frazione collinare I Becchi di Castelnuovo d'Asti (oggi Castelnuovo Don Bosco), figlio dei contadini Francesco Bosco (1784-1817) e Margherita Occhiena (1788-1856).
Il padre, nel 1811, era rimasto vedovo della prima moglie Margherita Cagliero, dalla quale aveva avuto due figli: Antonio (1808-1849) e Teresa Maria, morta nel 1810 due giorni dopo la nascita; da Margherita Occhiena, prima di Giovanni, aveva avuto Giuseppe (1813-1862).
Quando Giovanni aveva soltanto due anni, il padre contrasse una grave polmonite che lo condusse alla morte l'11 maggio 1817, a soli 33 anni. Francesco Bosco lasciò così la moglie Margherita vedova con tre figli da accudire (Antonio, Giuseppe e Giovanni), oltre alla madre del marito, Margherita Zucca (1752-1826), anziana e inferma. Furono anni molto difficili per mamma Margherita.

A nove anni il piccolo Giovanni Bosco ebbe un sogno che egli stesso definì "profetico" e che più volte raccontò ai ragazzi del suo Oratorio: 
In quel momento apparve un uomo maestoso, vestito nobilmente. Un manto bianco gli copriva tutta la persona. La sua faccia era così luminosa che non riuscivo a fissarla. Egli mi chiamò per nome e mi ordinò di mettermi a capo di quei ragazzi. Aggiunse: «Dovrai farteli amici non con le percosse, ma con la mansuetudine e la carità. Su, parla, spiegagli che il peccato è una cosa cattiva e che l'amicizia con il Signore è un bene prezioso». Confuso e spaventato risposi che io ero un ragazzo povero e ignorante, che non ero capace di parlare di religione a quei monelli.
In quel momento i ragazzi cessarono le risse, gli schiamazzi e le bestemmie e si raccolsero tutti intorno a colui che parlava. Quasi senza sapere cosa facessi gli domandai: «Chi siete voi, che mi comandate cose impossibili?» «Proprio perché queste cose ti sembrano impossibili – rispose – dovrai renderle possibili con l'obbedienza e acquistando la scienza». «Come potrò acquistare la scienza?». «Io ti darò la maestra. Sotto la sua guida si diventa sapienti, ma senza di lei anche chi è sapiente diventa un povero ignorante». «Ma chi siete voi?». «Io sono il figlio di colei che tua madre ti insegnò a salutare tre volte al giorno». «La mamma mi dice sempre di non stare con quelli che non conosco, senza il suo permesso. Perciò ditemi il vostro nome». «Il mio nome domandalo a mia madre».
In quel momento ho visto vicino a lui una donna maestosa, vestita di un manto che risplendeva da tutte le parti, come se in ogni punto ci fosse una stella luminosissima. Vedendomi sempre più confuso, mi fece cenno di andarle vicino, mi prese con bontà per mano e mi disse: «Guarda». Guardai e mi accorsi che quei ragazzi erano tutti scomparsi. Al loro posto c'era una moltitudine di capretti, cani, gatti, orsi e parecchi altri animali. La donna maestosa mi disse: «Ecco il tuo campo, ecco dove devi lavorare. Cresci umile, forte e robusto e ciò che adesso vedrai succedere a questi animali, tu lo dovrai fare per i miei figli». Guardai ancora ed ecco che al posto di animali feroci comparvero altrettanti agnelli mansueti che saltellavano, correvano, belavano, facevano festa attorno a quell'uomo e a quella signora. A quel punto nel sogno mi misi a piangere. Dissi a quella signora che non capivo tutte quelle cose. Allora mi pose una mano sul capo e mi disse: «A suo tempo, tutto comprenderai».
Aveva appena detto queste parole che un rumore mi svegliò. Ogni cosa era scomparsa. Io rimasi sbalordito. Mi sembrava di avere le mani che facevano male per i pugni che avevo dato, che la faccia mi bruciasse per gli schiaffi ricevuti. Al mattino ho subito raccontato il sogno, prima ai fratelli che si misero a ridere, poi alla mamma e alla nonna. Ognuno diede la sua interpretazione. Giuseppe disse: «Diventerai un pecoraio». Mia madre: «Chissà che non abbia a diventare prete». Antonio malignò: «Sarai un capo di briganti». L'ultima parola la disse la nonna, che non sapeva né leggere né scrivere: «Non bisogna credere ai sogni». Io ero del parere della nonna. Tuttavia quel sogno non riuscii più a togliermelo dalla mente.»
(Memorie, Don Bosco)
Lo storico Pietro Stella ipotizzò che il sogno del giovane Bosco sia stato influenzato da una predica riguardante il mandato di Gesù a san Pietro e la celebre frase: «Pasci le mie pecorelle». Secondo gli studi dello storico, infatti, Giovanni fece quel sogno proprio la notte successiva alla festa di san Pietro.

### La formazione e gli studi
(Il sistema preventivo, don Bosco)
In seguito a quel sogno, il giovane Bosco decise di seguire la strada del sacerdozio. A Capriglio vi era una scuola elementare all'interno della parrocchia, in cui si recò il ragazzino per studiare, ma don Lacqua, il cappellano che gestiva le lezioni, non lo accolse fra i suoi alunni perché apparteneva a un altro comune. Il caso volle che, morta la serva del curato, questi assunse Marianna Occhiena, sorella di Margherita e dunque zia di Giovanni Bosco, che pregò don Lacqua affinché accogliesse il nipote a scuola. Questi accettò malvolentieri, ma finì comunque per affezionarsi al ragazzo, difendendolo dai compagni che lo maltrattavano perché di un altro paese.
Per avvicinare alla preghiera e all'ascolto della messa i ragazzini del paese, Giovanni Bosco decise di imparare i giochi di prestigio e le acrobazie dei saltimbanchi, attirando così i coetanei e i contadini del luogo grazie a salti e trucchetti di magia, invitandoli però prima a recitare il Rosario e ad ascoltare una lettura tratta dal Vangelo.
Nel febbraio del 1826 Giovanni Bosco perse anche la nonna paterna che viveva con lui. Poiché ella riusciva a tenere a freno i tre ragazzi della famiglia, Margherita, spaventata dal fatto che il figlio potesse perdere la via giusta, chiese al parroco, don Sismondo, di concedergli la Comunione, benché l'età media dei ragazzi per accedere al sacramento fosse di dodici anni, mentre Giovanni Bosco aveva soltanto undici anni. Don Sismondo accondiscese e così il 26 marzo 1826, il ragazzo fece la sua Prima Comunione.
L'inverno che seguì per lui fu il più duro: il fratellastro Antonio, si lamentò di lui e a stento il ragazzino riuscì a salvarsi dai suoi pugni. Margherita fu così costretta a mandare via il figlio dai Becchi per farlo vivere come garzone a Moncucco Torinese presso la cascina dei coniugi Luigi e Dorotea Moglia, dove rimase dal febbraio 1827 al novembre 1829. Essi, in un primo momento, non volevano accogliere il giovane fra i propri lavoratori, ma osservando la tenacia e l'intelligenza del ragazzo decisero di tenerlo con loro, affidandolo al vaccaro della famiglia, il vecchio Giuseppe, chiamato da tutti "lo zio".
Essendo desideroso di studiare, Giovanni chiese allo zio Michele Occhiena, che aveva scambi con il Seminario di Chieri, di intercedere per lui affinché qualche sacerdote accettasse di istruirlo. Michele non riuscì però a ottenere alcun risultato. Nel settembre di quel 1829 a Morialdo era venuto a stabilirsi come cappellano don Giovanni Calosso, sacerdote settantenne; questi, dopo aver constatato quanto intelligente e desideroso di studiare fosse il giovane, decise di accoglierlo nella propria casa per insegnargli la grammatica latina e prepararlo così alla vita del sacerdote. Un anno dopo, e precisamente il 21 novembre del 1830, Giovanni Calosso fu colpito da apoplessia e moribondo diede al giovane amico la chiave della sua cassaforte, dove erano conservate 6.000 lire che avrebbero permesso a Giovanni di studiare ed entrare in Seminario. Il ragazzo, però, preferì non accettare il regalo del maestro e consegnò l'eredità ai parenti del defunto.
Il 21 marzo 1831 il fratellastro Antonio sposò Anna Rosso, di Castelnuovo, e la madre decise di dividere l'asse patrimoniale con lui, così che Giovanni poté tornare a casa e riprendere da settembre gli studi a Castelnuovo con la possibilità di una semi-pensione presso Giovanni Roberto, sarto e musicista del paese, che gli insegnò il proprio mestiere. A fine anno decise di andare a studiare a Chieri e l'estate la passò al Sussambrino, una cascina di Castelnuovo che suo fratello Giuseppe (1813-1862), insieme con l'amico Giuseppe Febraro, aveva preso a mezzadria.
Grazie all'aiuto del maestro, don Emanuele Virano, riuscì a recuperare tutto il tempo perduto ma, non appena questi fu nominato parroco di Mondonio e dovette abbandonare la scuola, il suo sostituto, don Nicola Moglia, di settantacinque anni, non riuscendo a contenere i suoi giovani studenti, fece perdere al giovane Bosco tempo prezioso, che egli comunque spese imparando diversi mestieri, quale quello del sarto grazie all'aiuto di Giovanni Roberto, e quello del fabbro nella fucina di Evasio Savio, un suo amico, grazie ai cui insegnamenti egli in seguito riuscì a fondare laboratori per i ragazzi dell'Oratorio di Valdocco.

### Il sacerdozio

#### Il Seminario e l'amicizia con Luigi Comollo
A Chieri si stabilì a pensione presso la casa di Lucia Matta. Per mantenersi agli studi svolse vari lavori, come garzone, cameriere, addetto alla stalla e altri. Qui fondò la Società dell'Allegria, attraverso la quale, in compagnia di alcuni giovani di buona fede, tentava di far avvicinare alla preghiera i coetanei attraverso i suoi soliti giochi di prestigio e i suoi numeri acrobatici. Egli stesso raccontava che un giorno riuscì a battere un saltimbanco professionista, acquistandosi così il rispetto degli altri e la loro considerazione.
Durante gli anni di studio Giovanni Bosco strinse forte amicizia con Luigi Comollo, nipote del parroco di Cinzano. Il giovane era spesso maltrattato dai suoi compagni, insultato e picchiato, ma accettava spesso con un sorriso o una parola di perdono queste sofferenze. Il giovane Bosco, dal canto suo, non sopportava di vedere il coetaneo così maltrattato e spesso lo difendeva, azzuffandosi con i suoi aggressori.
Le parole di Comollo e le sue incessanti preghiere turbarono profondamente l'animo di Giovanni, tanto che egli stesso un giorno ricordò nelle sue Memorie: "Posso dire che da lui ho cominciato a imparare a vivere da cristiano". Grazie al suo atteggiamento così mansueto e innocente, il futuro santo comprese quanto fosse importante per lui raggiungere la salvezza dell'anima e ciò rimase talmente impresso nella sua mente che, quando fondò l'Oratorio a Valdocco, trascrisse su un cartello nella propria stanza: «Toglimi tutto, ma dammi le anime».

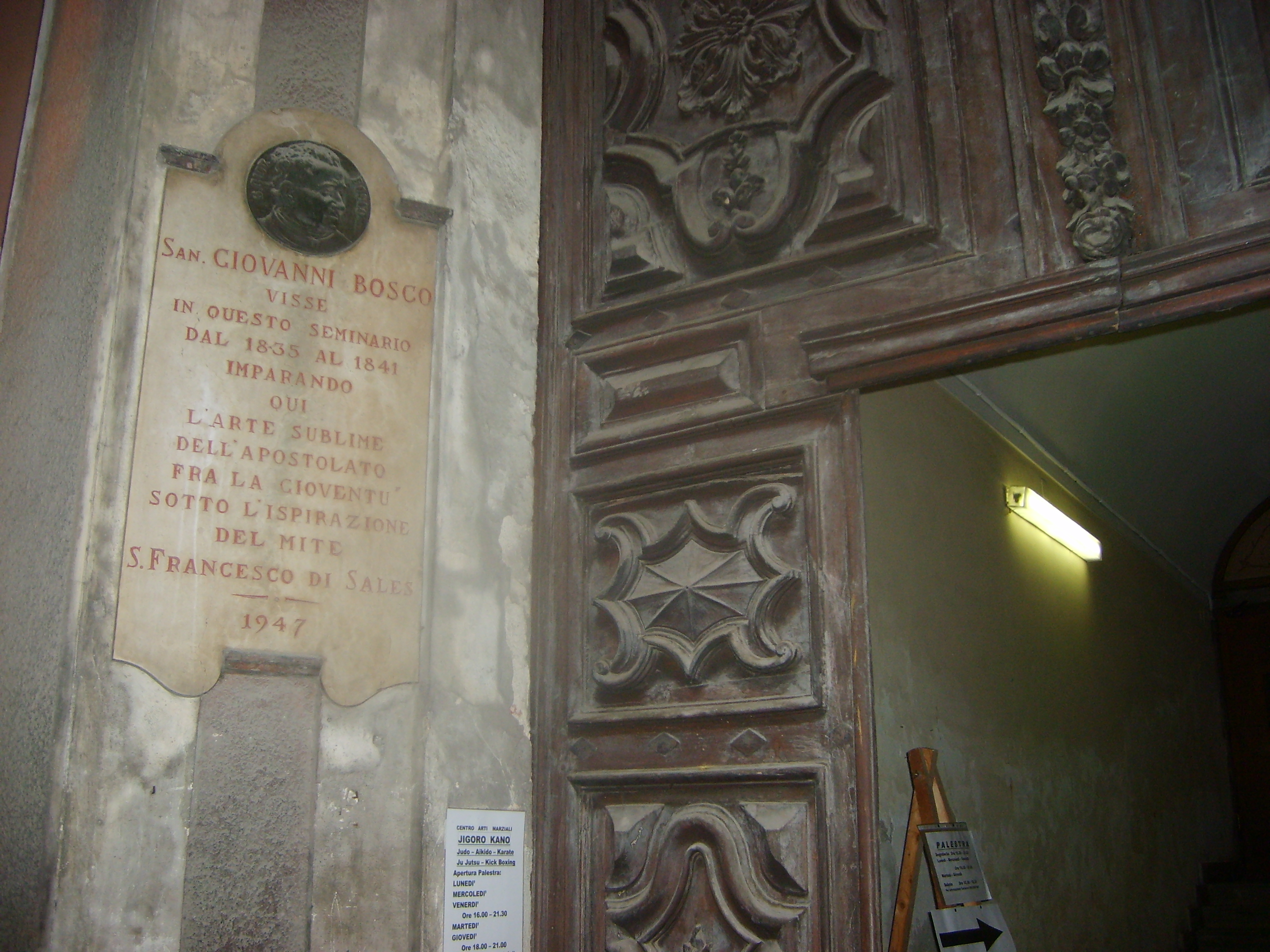
L'ingresso del seminario di Chieri, nella via Vittorio Emanuele, dove Giovanni Bosco studiò dal 1835 al 1841

Nell'autunno del 1832 Giovanni Bosco incominciò la terza grammatica. Nei due anni seguenti proseguì regolarmente, frequentando le classi che venivano chiamate umanità (1833-34) e retorica (1834-35), dimostrandosi un allievo eccellente, appassionato dei libri e di grande memoria.
Nel marzo 1834 Giovanni Bosco, che si avviava a terminare l'anno di umanità, chiese di essere ammesso nell'ordine francescano, ma cambiò idea prima di entrare in convento, seguendo un sogno misterioso e il consiglio diretto di don Giuseppe Cafasso. Decise allora di vestire l'abito clericale, entrando in seminario.
Don Giuseppe Cafasso gli consigliò di completare l'anno di retorica e quindi di presentarsi all'esame per entrare nel seminario di Chieri. Giovanni superò l'esame, che si tenne a Torino, il 25 ottobre prese l'abito ecclesiastico e il 30 ottobre 1835 si presentò in seminario.
Il 3 novembre 1837 Giovanni iniziò lo studio della teologia, fondamentale per gli aspiranti al sacerdozio. In quel tempo occupava cinque anni, e comprendeva come materie principali la dogmatica (lo studio delle verità cristiane), la morale (la legge che il cristiano deve osservare), la Sacra Scrittura (la parola di Dio), la storia ecclesiastica (storia della Chiesa dalle origini del cristianesimo all'età contemporanea).
In seminario Giovanni Bosco ritrovò l'amico Comollo, con il quale poté così ristabilire la salda amicizia di un tempo. Ma il 2 aprile del 1839, Luigi Comollo, già debole fisicamente, cadde malato e si spense a soli 22 anni. Nella notte dal 3 al 4 aprile, notte che seguiva il giorno della sua sepoltura, secondo una testimonianza diretta di Giovanni Bosco e dei suoi venti compagni di camera, alunni del corso teologico, l'amico defunto apparve loro sotto forma di una luce che, per tre volte consecutive, disse: "Bosco! Bosco! Bosco! Io sono salvo!". A ricordo dell'evento fu posta una lapide in un corridoio del Seminario di Chieri. Il giovane chierico da quel momento in poi decise di "mettere la salvezza eterna al di sopra di tutto, a considerarla come l'unica cosa veramente importante". Il suo motto, ispirato a Gn 14,21, che richiudeva il suo programma di vita, fu sempre: Da mihi animas, coetera tolle ("Dammi le anime, prenditi tutto il resto), scritto a grossi caratteri su un cartello, che teneva nella sua stanza.

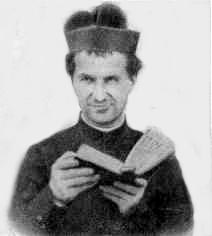
Ritratto giovanile di don Bosco durante i primi anni di sacerdozio

Il 29 marzo 1841 ricevette l'ordine del diaconato, il 26 maggio incominciò gli esercizi spirituali di preparazione al sacerdozio, che ricevette il 5 giugno 1841 nella cappella dell'Arcivescovado di Torino. 
Diventato prete, ricevette alcune proposte lavorative da parte di amici e conoscenti che, per ricompensare lui e la sua famiglia dei sacrifici fatti, lo volevano come istitutore a Genova o come cappellano. Egli però si rifiutò di accettare tali funzioni, sia per una propria inclinazione all'umiltà, sia per le accese omelie di Giuseppe Cafasso, che accusava i sacerdoti di ingordigia e avidità, sia per la perentoria affermazione della madre Margherita: «Se per sventura diventerai ricco, non metterò mai più piede a casa tua».
Su invito del Cafasso, decise di entrare, ai primi di novembre del 1841, in convitto a Torino, in un ex-convento accanto alla chiesa di San Francesco d'Assisi, dove il teologo Luigi Guala, aiutato dal Cafasso, preparava 45 giovani sacerdoti a diventare preti del tempo e della società in cui dovranno vivere. La preparazione durò tre anni.

#### Primi incontri con i giovani disagiati

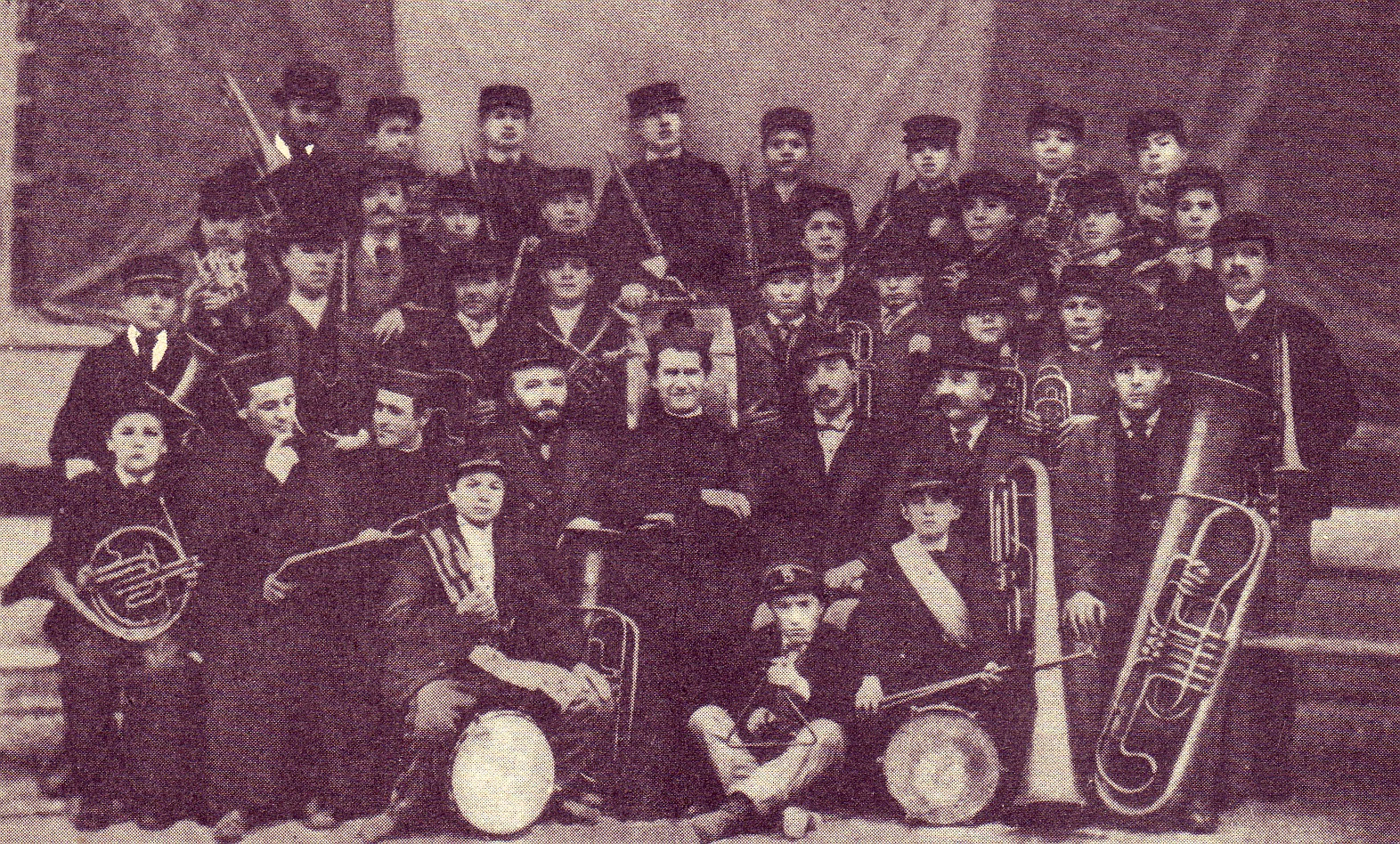
Don Bosco in mezzo ad alcuni allievi di una scuola corale e strumentale

Ispirato dalle notizie riguardanti don Giovanni Cocchi, che pochi anni prima di lui aveva tentato di radunare all'interno di un oratorio i ragazzi disagiati di Torino, Giovanni Bosco decise di scendere per le strade della sua città e osservare in quale stato di degrado fossero i giovani del tempo. Incontrò così i ragazzi che, sulla piazza di Porta Palazzo, cercavano in tutte le maniere di procurarsi un lavoro. Di questi giovani, molti erano scartati perché poco robusti e in poco tempo destinati a morire di stenti. Le statistiche confermano che in quel tempo ben 7.184 bambini sotto i dieci anni erano impiegati nelle fabbriche.
In piazza San Carlo don Bosco poteva conversare con i piccoli spazzacamini, di circa sette o otto anni, che gli raccontavano il loro mestiere e i problemi da esso generati. Erano molto rispettosi nei confronti del sacerdote, che li difendeva molto spesso contro i soprusi dei lavoratori più grandi che tentavano di derubarli del misero stipendio.
Insieme con don Cafasso cominciò a visitare anche le carceri e inorridì di fronte al degrado nel quale vivevano giovani dai 12 ai 18 anni, rosicchiati dagli insetti e desiderosi di mangiare anche un misero tozzo di pane. Dopo diversi giorni di antagonismo, i carcerati decisero di avvicinarsi al sacerdote, raccontandogli le loro vite e i loro tormenti. Don Bosco sapeva che quei ragazzi sarebbero andati alla rovina senza una guida e quindi si fece promettere che, non appena essi fossero usciti di galera, lo avrebbero raggiunto alla chiesa di San Francesco.
L'8 dicembre 1841 incontrò, prima di celebrare Messa, Bartolomeo Garelli nella sacrestia della chiesa di San Francesco d'Assisi. Questi fu il primo ragazzo che si unì al suo gruppo. Don Bosco aveva deciso così di radunare intorno a sé tutti i ragazzi degradati della zona, dai piccoli spazzacamini agli ex detenuti. Fondamenti della sua futura attività erano tre: l'amicizia con i giovani (che molto spesso erano orfani senza famiglia), l'istruzione e l'avvicinamento alla Chiesa. La sera di quello stesso giorno, Giovanni fece amicizia anche con i tre fratelli Buzzetti, provenienti da Caronno Varesino, che si erano addormentati durante la sua predica.
Quattro giorni dopo, durante la messa domenicale, erano presenti Bartolomeo Garelli insieme con un nutrito gruppo di amici e i fratelli Buzzetti, con seguito di compaesani. Quello sarebbe stato il primitivo gruppo che avrebbe dato il via all'oratorio di don Bosco. Già poco tempo dopo il gruppo era talmente numeroso che il sacerdote chiese l'assistenza di tre giovani preti: don Carpano, don Ponte e don Trivero. Anche alcuni ragazzi di media cultura si avvicinarono a don Bosco, aiutandolo a tenere a bada i ragazzi più impulsivi e ribelli.
Nella primavera del 1842, al ritorno dal paese, i fratelli Buzzetti condussero con loro il più piccolo, Giuseppe, che si affezionò molto a don Bosco e decise, in età adulta, di seguire la via del sacerdozio, divenendo così suo braccio destro nella gestione del futuro ordine salesiano.
Nell'autunno del 1844 don Giuseppe Cafasso comunicò a don Bosco la nomina a cappellano dell'Ospedaletto di Santa Filomena, ricovero per bambine disabili, fondato dai marchesi di Barolo (Tancredi Falletti e la moglie Giulia Colbert). Don Cafasso voleva inoltre che il giovane amico facesse conoscenza con don Giovanni Borel, sacerdote legato ai marchesi di Barolo, che avrebbe potuto aiutarlo economicamente nella gestione dell'oratorio e che ne sarebbe divenuto in seguito il direttore.

#### Fondazione e sviluppo della Società salesiana
Il 12 aprile 1846, giorno di Pasqua, finalmente don Bosco trovò un posto per i suoi ragazzi, una tettoia con un pezzo di prato: la tettoia Pinardi a Valdocco.
Nel 1854 don Bosco diede inizio alla Società salesiana, con la quale assicurò la stabilità delle sue opere e del suo spirito anche per gli anni futuri. Dieci anni dopo pose la prima pietra del santuario di Maria Ausiliatrice. Nel 1848 i progressi dell'opera furono elogiati pubblicamente da Pio IX, amico personale di don Bosco, da due anni salito al soglio pontificio.
Agli inizi del 1867 don Bosco era a Roma, ospite del conte Vimercati. Nel febbraio tornò verso il Piemonte passando dalle Marche e dalla Romagna. A Fermo incontrò, fra gli altri, il giovane Domenico Svampa, futuro vescovo e cardinale; a Forlì, dove la fama di don Bosco era già molto diffusa, fu ricevuto dal vescovo Pietro Paolo Trucchi, che era anche amico del conte Vimercati.
In quegli stessi anni molti collegi e istituti scolastici decentrati di stampo salesiano furono fondati in Piemonte, come ad esempio il collegio San Carlo a Borgo San Martino, vicino ad Alessandria.
Nel 1872, con Maria Domenica Mazzarello, fondò l'Istituto delle Figlie di Maria Ausiliatrice, con lo scopo di educare, con il medesimo spirito, la gioventù femminile.
Sempre nel 1872, per interessamento dell'arcivescovo di Genova Salvatore Magnasco e con il finanziamento di alcuni benefattori, don Bosco acquistò nell'allora cittadina di San Pier d'Arena, alle porte di Genova, la chiesa di San Gaetano e l'annesso convento già dei teatini, e nel novembre dello stesso anno i salesiani vi avviarono la loro opera di assistenza. Nasceva così il primo istituto salesiano al di fuori del Piemonte, che negli anni successivi fu ampliato e divenne un importante punto di riferimento per la cittadina ligure, che in quel momento stava vivendo un periodo di forte sviluppo demografico legato all'imponente crescita industriale. Convinto che l'istruzione professionale dei giovani delle classi più povere fosse fondamentale per il miglioramento della loro condizione sociale e lavorativa, don Bosco aprì, oltre all'oratorio, una scuola professionale per la formazione delle figure operaie maggiormente richieste in quel tempo (calzolai, falegnami, meccanici, sarti, tipografi, stampatori e legatori).

#### L'azione sociale e sindacale
Don Bosco, seguendo i giovani anche nei cantieri e nei luoghi di lavoro, si accorse come i padroni sfruttassero gli apprendisti, utilizzandoli anche come servitori e sguatteri. Non esistevano contratti scritti e il tempo lavorativo superava di gran lunga le otto ore, non c'erano mansionari per determinare il tipo di lavoro da eseguire, nessun riposo settimanale e nessuna tutela di sicurezza o della salute erano previste per i lavoratori non adulti. Don Bosco si presentava dai datori di lavoro come garante, ma pretendeva da loro regole precise. Così, nella capitale sabauda preunitaria, i primi contratti scritti per l'apprendistato portano la firma di don Bosco: l'8 febbraio 1852 a Torino, nella casa dell'oratorio San Francesco di Sales, il giovane apprendista falegname Giuseppe Odasso firmava il primo contratto di «apprendizzaggio» in tutta Italia, su carta bollata da 40 centesimi, garante appunto don Giovanni Bosco (per questo motivo gli ispettori del lavoro a lui devoti hanno richiesto alla CEI l'attribuzione al presbitero del ruolo di protettore degli ispettori del lavoro e degli ispettori tecnici del lavoro, ruolo riconosciuto ufficialmente dal 9 maggio 2022). Conservato nell'archivio della congregazione salesiana insieme con altri contratti, tra cui uno precedente del novembre 1851, ma in carta semplice, sono il primo esempio in assoluto per gli stati italici di questo tipo di tutela "sindacale". Nacquero anche i primi laboratori dove don Bosco, aiutato da artigiani adulti, insegnava ai ragazzi senza futuro una professione, un mestiere specializzato. Queste iniziative saranno poi il fulcro della futura scuola salesiana. Inoltre don Bosco, sull'esempio delle prime società di mutuo soccorso che andavano diffondendosi, associazioni libere tra lavoratori per accantonare dei fondi da utilizzare dai soci qualora colpiti da malattie o infortuni, promuoverà una "mutua" salesiana per i suoi "protetti",  pubblicandone il regolamento e facendolo entrare in vigore il 1º giugno 1850. Questa sua azione sociale sollevò malumori contro il sacerdote in diversi ambienti, dagli anticlericali ai valdesi, dai massoni a certi ambiti padronali, e tutto questo provocò una serie di attentati nei suoi confronti, dai quali però uscì sempre indenne. Inoltre, come già accennato, il fondatore dei salesiani si occupò dei giovani finiti a marcire nelle prigioni piemontesi. Prendendo accordi con le autorità reali, scettiche, chiese di permettere ai galeotti minorenni di uscire dalle galere per alcune ore al giorno in modo che potessero imparare dei mestieri e non ricadessero in futuro negli stessi errori, il tutto sotto la sola sorveglianza di don Bosco e dei suoi collaboratori e senza la presenza di guardie armate. Il progetto ebbe un tale successo che anche dall'estero vennero a studiare il "metodo salesiano" di recupero sociale. Quando nell'estate del 1854 a Torino scoppiò il colera nel Borgo Dora, dove si ammassavano gli immigrati, a due passi dall'oratorio di don Bosco, tutti gli studenti guidati dal santo si metteranno a disposizione delle autorità sanitarie per soccorrere la popolazione: miracolosamente nessuno di loro verrà contagiato dal morbo.

#### Le relazioni con gli ambienti cristiani non cattolici
Le relazioni tra Giovanni Bosco e gli ambienti protestanti torinesi furono sempre molto dure. Dapprima egli si limitò a difendere le dottrine cattoliche e attaccare quelle protestanti. Nel 1859 bruciò, per mostrare dinanzi ai suoi allievi come dovessero avere in disprezzo l'eresia, libri protestanti e opuscoli anticattolici, tra cui la Bibbia nell'edizione Diodati, ossia l'edizione utilizzata dai protestanti italiani.
Buoni furono i rapporti con Davide Lazzaretti, che fu ospitato a Valdocco per alcune settimane e fu difeso da don Bosco quando venne arrestato per vagabondaggio, truffa e cospirazione politica. Nel 1859 Lazzaretti si era arruolato nella cavalleria piemontese, prendendo parte nel 1860 alla battaglia di Castelfidardo contro le truppe pontificie.
Tuttavia questo avvenne alcuni anni prima che il Lazzaretti si autoproclamasse "Cristo Duca e Giudice" e fondatore della dottrina millenaristica del Giurisdavidismo e fosse di conseguenza dichiarato eretico dalla chiesa cattolica e scomunicato nel 1878.

### Le missioni in Argentina

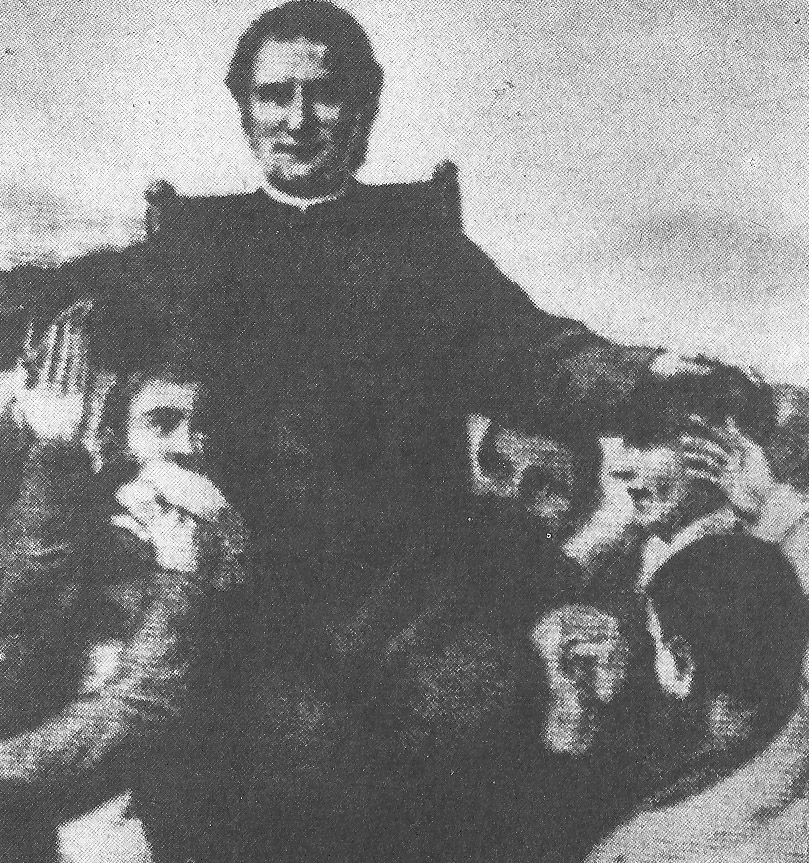
Don Bosco con i suoi ragazzi

#### La prima spedizione
Nel 1875 partì la prima spedizione missionaria per l'Argentina, terra della grande emigrazione italiana dell'Ottocento. Don Bosco fondò intanto i Cooperatori, considerati da don Bosco stesso come i «Salesiani Esterni». La presenza dei missionari era stata richiesta dall'arcivescovo, mons. Aneiros. Informato dal console argentino Giovanni Battista Gazzolo sul lavoro dei Salesiani, propose a don Bosco di accettare la gestione di una parrocchia a Buenos Aires e un collegio di ragazzi a San Nicolás de los Arroyos. Don Bosco accolse la richiesta. Con una solenne celebrazione nella Basilica di Maria Ausiliatrice, in Torino, il giorno 11 novembre 1875 prese avvio la prima spedizione missionaria salesiana. Guidati da don Giovanni Cagliero, i missionari di don Bosco si imbarcarono dal porto di Genova il 14 novembre 1875. A Buenos Aires si insediarono in una parrocchia per emigrati italiani.

#### La seconda spedizione

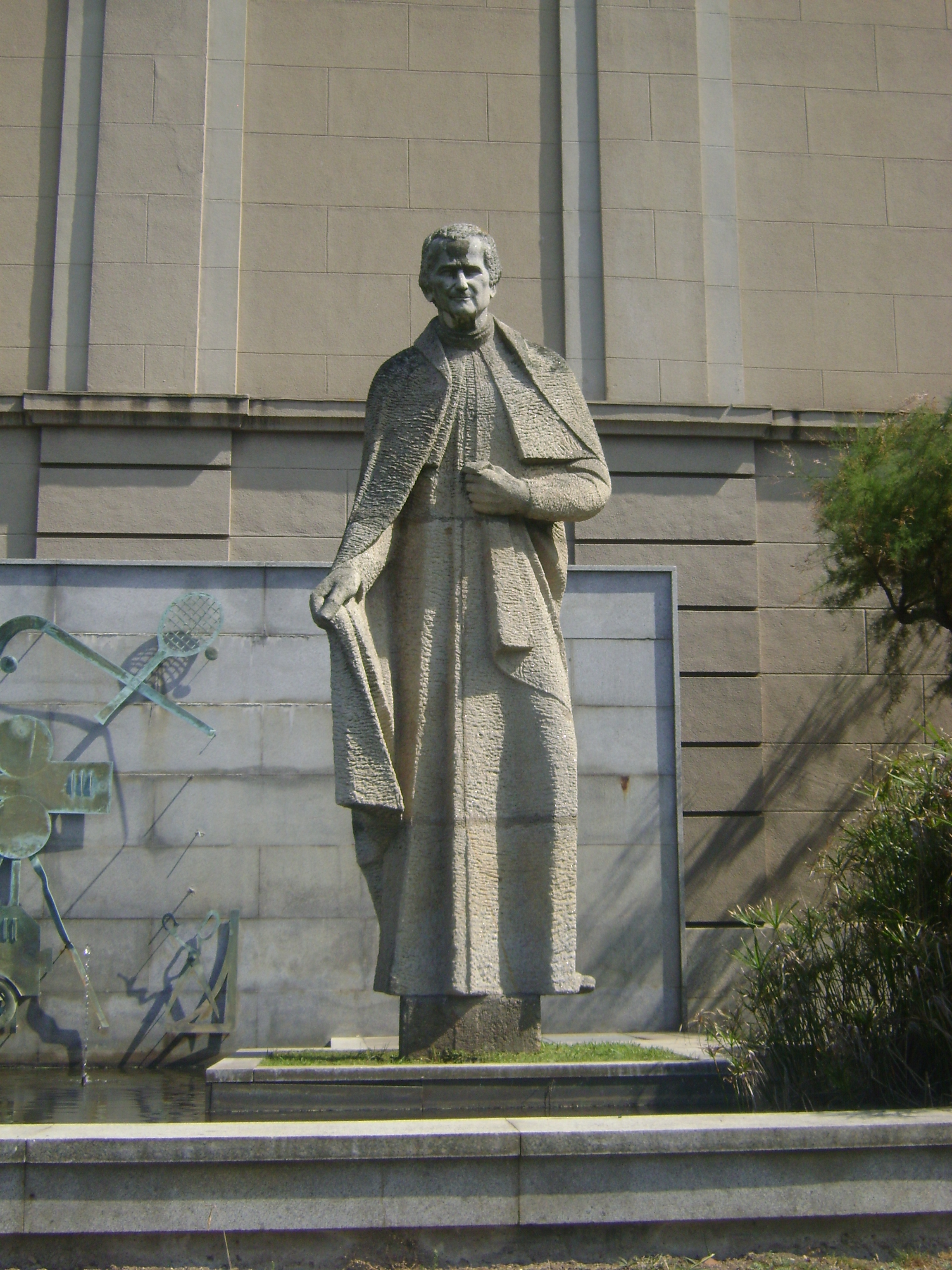
Statua di Giovanni Bosco a La Coruña, Galizia, Spagna.

La seconda spedizione, giusto un anno dopo, il 14 novembre 1876, portò a sbarcare un altro gruppo di salesiani. Li guidava don Francesco Bodrato. Con loro venne aperta, sempre a Buenos Aires, una scuola di arte e mestieri, dove si formavano sarti, falegnami, legatori. Altro personale arrivò con la terza spedizione missionaria nel 1877. Questa volta, insieme con i Salesiani, arrivarono le prime Figlie di Maria Ausiliatrice, guidate da suor Angela Vallese.
Il sogno di don Bosco per l'Argentina mirava tuttavia alla Patagonia. Dopo anni di attesa, nel 1879 si presentò l'occasione. Il governo argentino affidò al generale Julio Argentino Roca la spedizione militare il cui obiettivo era la “conquista del deserto”. Mons. Espinosa, vicario di Buenos Aires, e i salesiani don Giacomo Castamagna e il chierico Botta accompagnarono l'esercito come cappellani. Venne così avviata la missione in Patagonia, Carmen de Patagones, la prima opera salesiana. Più tardi venne aperta Chos Malal, quindi Bahía Blanca, Junín de los Andes e gradualmente le altre case.
Grandi missionari, come don Milanesio e don Fagnano, dedicarono impegno e creatività pastorale a questa terra e ai suoi abitanti, soprattutto gli indios delle pampa. Nel 1884 don Cagliero venne nominato vicario apostolico della Patagonia settentrionale e centrale e ricevette la consacrazione episcopale il 7 dicembre dello stesso anno. L'azione missionaria sognata da don Bosco cominciava a dare i suoi frutti ecclesiali. L'importanza dei salesiani nella cultura del paese sudamericano è testimoniata indirettamente dal tango "Cambalache" ("bottega di rigattiere"), scritto e musicato nel 1934 da Enrique Santos Discepolo. Il testo, nonostante il pessimismo di fondo dell'autore, accosta don Bosco a figure positive, come lo sportivo Primo Carnera e l'eroe nazionale argentino José de San Martín.

#### Alcune figure di missionari
Dopo gli inizi comprensibilmente faticosi, la consistenza dei figli di don Bosco in Argentina crebbe. Tra i Salesiani che hanno legato il loro nome alla nazione sudamericana si possono ricordare don Domenico Milanesio, don Giuseppe Vespignani, don Alberto Maria De Agostini, mons. Giuseppe Fagnano, don Luigi Costamagna, il tedesco don Mattia Saxler e gli argentini don Stefano Pagliere e don Luigi Pedemonte. Artemide Zatti, giovane emigrato italiano che in Argentina divenne salesiano, svolgendo la sua opera come infermiere, è stato proclamato beato nell'aprile 2002 e successivamente canonizzato a ottobre 2022. Sul versante educativo la Patagonia argentina ha prodotto due figure giovanili: Zefferino Namuncurá e Laura Vicuña, allieva delle FMA morta tredicenne a Junín de Los Andes e proclamata beata dal Papa il 3 settembre 1988 al Colle don Bosco. Altra figura significativa è quella di Juan E. Vecchi: grande maestro di pastorale giovanile, è stato l'ottavo successore di don Bosco. Oggi la presenza salesiana è diffusa su tutto il territorio argentino (da Buenos Aires a Bahía Blanca, da Córdoba a Rosario, da San Miguel de Tucumán a La Plata) attraverso due Ispettorie con oltre 120 opere animate da un migliaio di Salesiani, in gran parte argentini.

### La morte

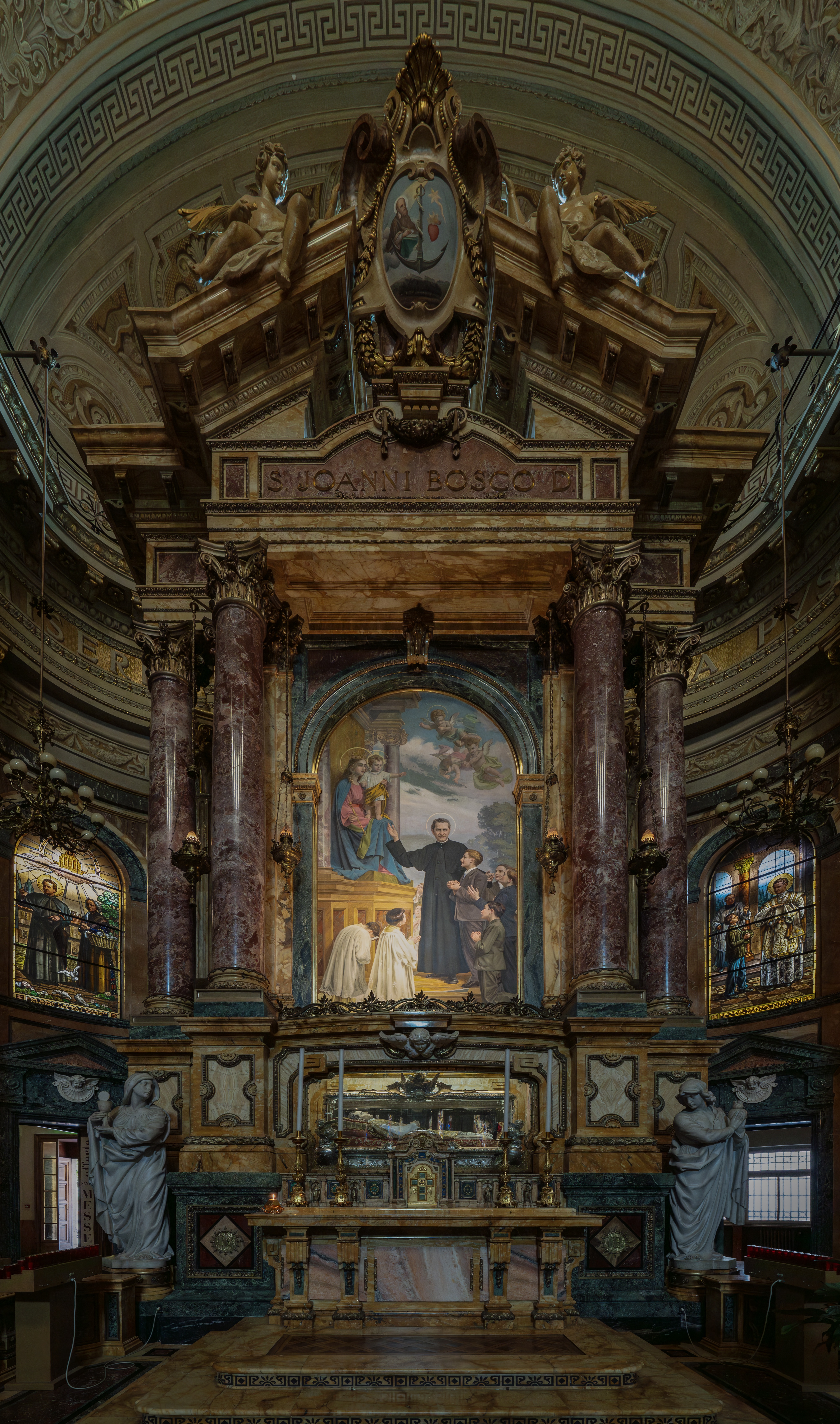
Santuario di Maria Ausiliatrice: urna con il corpo di don Bosco

Don Bosco morì di broncopolmonite a Torino all'alba del 31 gennaio 1888, all'età di 72 anni e il suo corpo è attualmente esposto all'interno di un'urna nel santuario di Maria Ausiliatrice, in una cappella in fondo alla navata destra.
Il messaggio educativo si può condensare attorno a tre parole: ragione, religione, amorevolezza. Alla base del suo sistema preventivo ci fu un profondo amore per i giovani, chiave di tutta la sua opera educativa.
Tra le opere pittoriche raffiguranti San Giovanni Bosco, la più conosciuta e divulgata, anche sotto forma di santino, è quella del pittore Luigi Cima, custodita nella chiesa di San Rocco a Belluno.

## Beatificazione e canonizzazione

### I miracoli per la beatificazione

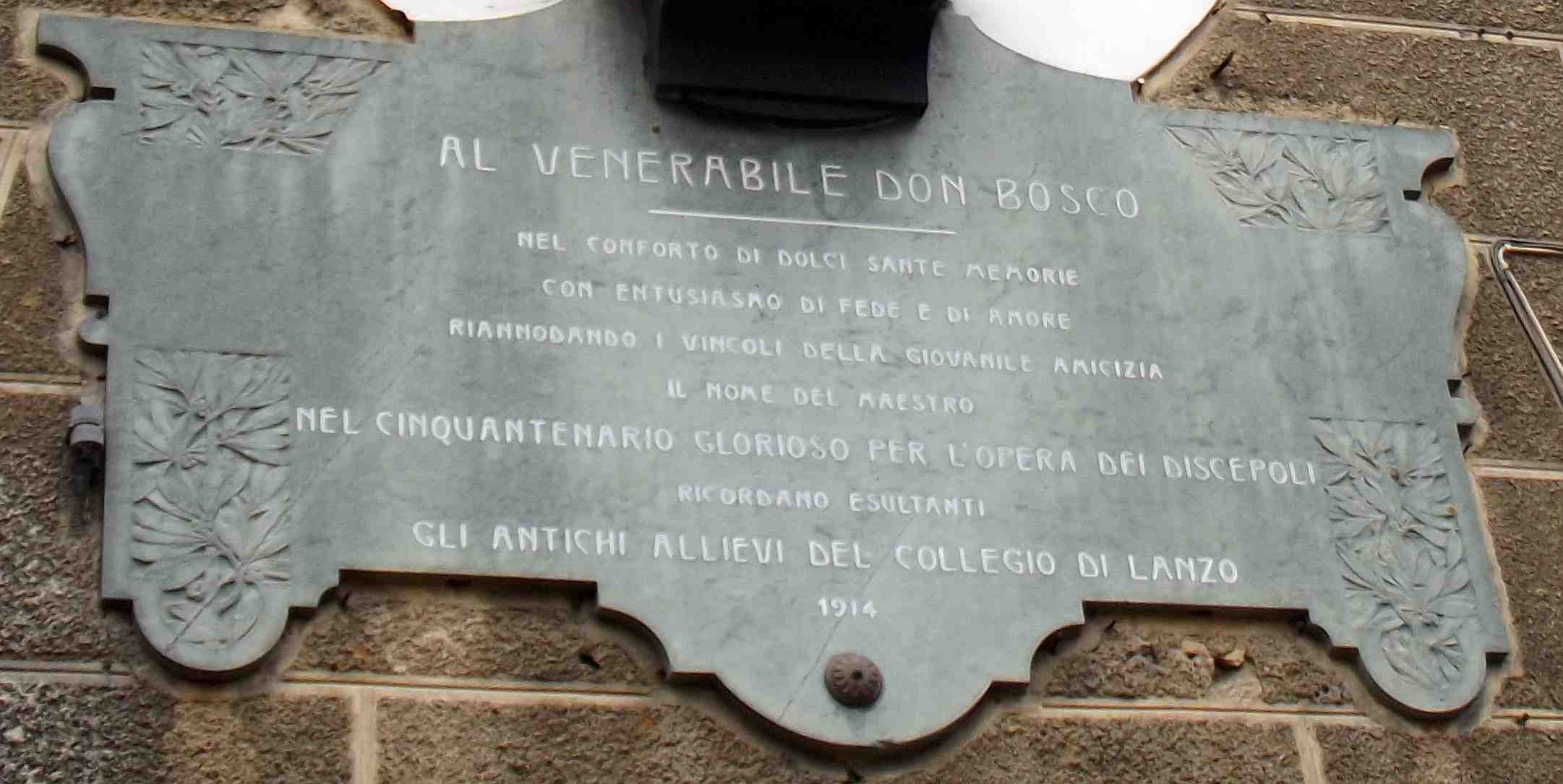
Lanzo Torinese: lapide dedicata a don Bosco nel 1914, anno nel quale era già stato riconosciuto venerabile, ma non ancora beato né santo

All'epoca erano necessari due miracoli per la beatificazione: nel caso di don Bosco la Chiesa cattolica ha ritenuto miracolose le guarigioni di Teresa Callegari e Provina Negro.
A Castel San Giovanni, in provincia di Piacenza, la ventitreenne Teresa Callegari, nel novembre 1918, si ammalò di polmonite di origine influenzale. Ricoverata in ospedale, guarì dalla polmonite ma, durante la convalescenza, si ammalò di poliartrite infettiva ribelle a ogni cura. La patologia si cronicizzò e nel 1921, anche a causa di complicazioni, la donna non riusciva più ad alimentarsi e i medici disperavano di salvarla.

Su consiglio di un'amica, la donna incominciò una novena a don Bosco, ripetuta nel luglio dello stesso anno. Il 16 luglio, ottavo giorno della novena, la situazione peggiorò ulteriormente e si pensò alla morte imminente della giovane. Quest'ultima però, alle 4 di mattina del 17, come raccontò in seguito, avrebbe visto avanzare verso il suo letto d'ospedale don Bosco che le ordinava di alzarsi: discese dal letto senza avvertire più alcun disturbo e, mentre vedeva svanire l'immagine del sacerdote, corse gridando verso le altre malate incredule.

Il giorno dopo i medici, tra cui il dottor Miotto, constatarono la guarigione, che fu confermata durante il processo apostolico anche dai dottori Ghisolfi e Fermi e, successivamente, dai dottori Chiays, Sympa e Stampa. Il processo di beatificazione durò fino al 1929, anno in cui, il 19 marzo, la Chiesa dichiarò miracolosa la guarigione che, istantanea, completa e definitiva, non appariva scientificamente spiegabile.
In tale occasione fu dichiarata miracolosa anche la guarigione di suor Provina Negro, appartenente alla congregazione delle Figlie di Maria Ausiliatrice: la sua improvvisa guarigione da una gravissima forma di ulcera allo stomaco era stata esaminata parallelamente a quella di Teresa Callegari ed era stata attribuita all'intercessione di don Bosco, il quale fu beatificato da papa Pio XI il 2 giugno 1929.

### I miracoli per la canonizzazione
Anche per la canonizzazione erano necessari all'epoca due miracoli e la Chiesa cattolica riconobbe come miracolose le guarigioni di Anna Maccolini e Caterina Lanfranchi.
La signora Anna Maccolini fu colpita, nell'ottobre del 1930, da una broncopolmonite di origine influenzale che durò fino al febbraio dell'anno seguente, complicata da una grave flebite alla gamba sinistra. Una notte, sul finire dello stesso anno, dopo aver posto sull'arto una reliquia del beato don Bosco, si ritrovò improvvisamente guarita completamente dalla flebite.
La signora Caterina Lanfranchi era stata colpita da artrite, specialmente alle ginocchia e ai piedi, con compromissione della funzionalità degli arti. Dopo l'insuccesso delle cure e dopo due viaggi senza risultato al santuario di Nostra Signora di Lourdes, il 6 maggio 1931 fu portata dalla sorella al santuario di Maria Ausiliatrice a Torino. Dopo aver pregato davanti all'urna del beato Giovanni Bosco, si ritrovò istantaneamente guarita.
Le due guarigioni, giudicate scientificamente inspiegabili dalle commissioni mediche, furono dichiarate dalle commissioni teologiche come miracolose e ottenute per intercessione di don Bosco, il quale fu canonizzato da papa Pio XI il 1º aprile 1934, giorno di Pasqua. Papa Giovanni Paolo II nel 1988 lo nominò padre e maestro della gioventù.
La memoria liturgica è stata fissata al 31 gennaio.

### Patrono
Don Bosco è patrono di educatori, scolari, giovani, studenti ed editori. Nel 2022 la Conferenza Episcopale Italiana ha confermato l'elezione del Santo come patrono degli ispettori del lavoro e degli ispettori tecnici del lavoro. Inoltre, è patrono di San Giovanni Bosco, frazione di Acireale nella città metropolitana di Catania.

## Il sogno delle due colonne

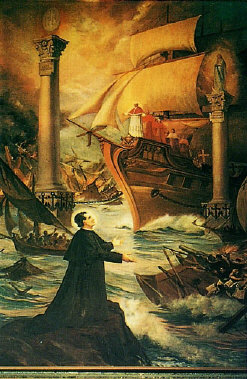
Dipinto raffigurante il sogno profetico di don Bosco sul futuro della Chiesa

In fondo alla basilica di Maria Ausiliatrice di Torino, voluta da don Bosco, si trova il dipinto raffigurante il famoso "Sogno delle due colonne", considerato profetico sul futuro della Chiesa.
Il sogno, raccontato dal futuro santo la sera del 30 maggio 1862, descrive una terribile battaglia sul mare, scatenata da una moltitudine di imbarcazioni contro una grande nave che simboleggerebbe la Chiesa cattolica, guidata da un comandante che rappresenterebbe il papa. La grande nave è scortata da molte navicelle che da lei prendono ordini e viene colpita ripetutamente.
A un tratto il papa, ferito gravemente, cade. Subito soccorso, viene colpito una seconda volta e muore. Appena morto il papa, un altro papa subentra al suo posto. Il nuovo pontefice viene eletto così rapidamente che la notizia della morte del primo giunge con la notizia dell'elezione del suo successore che, superando ogni ostacolo, guida la nave in salvo in mezzo a due colonne che si ergono altissime in mezzo al mare. La prima colonna rappresenterebbe l'Eucaristia, simboleggiata da una grande ostia con la scritta "Salus credentium" (Salvezza dei credenti), e la seconda la Madonna, simboleggiata da una statua dell'Immacolata con la scritta "Auxilium Christianorum" (Aiuto dei cristiani). Tutte le navi nemiche fuggono, fracassandosi a vicenda, mentre le navicelle che hanno combattuto con il papa si ormeggiano anch'esse al sicuro tra le due colonne. Nel mare a quel punto regna una grande calma.
La notte del 13 settembre 1953, il beato cardinale Schuster, allora arcivescovo di Milano, che si trovava a Torino come legato pontificio al Congresso eucaristico Nazionale, durante il solenne pontificale di chiusura dedicò a questo sogno una parte rilevante della sua omelia.

## Riconoscimenti
Il 16 agosto 2015, nel compimento dei 200 anni dalla nascita, nelle chiese salesiane d'Italia e del mondo sono stati svolti solenni festeggiamenti, compreso il pellegrinaggio a Roma in occasione dell'Angelus di papa Francesco. Inoltre 5.000 giovani provenienti da tutto il mondo si sono riuniti, prima a Torino poi al Colle don Bosco, durante la settimana tra il 10 e il 16 agosto 2015 per festeggiare il bicentenario in un evento di scala mondiale. Questo evento è noto come SYM DON BOSCO e il suo motto è stato "LIKE Don Bosco WITH the young FOR the young" (ovvero "COME Don Bosco CON i giovani PER i giovani"). Il SYM è stato caratterizzato da spettacoli e celebrazioni in varie lingue, prevalentemente inglese, spagnolo e italiano.
La città di Torino, dove nel quartiere Mirafiori Nord si trova la chiesa di San Giovanni Bosco, gli ha dedicato una via nel quartiere San Donato e la ridenominazione di un ospedale in zona nord.
A Roma si trova la basilica di San Giovanni Bosco nel quartiere omonimo.
A Potenza, una delle principali piazze cittadine è intitolata al santo. Nella piazza si trova anche una chiesa a lui dedicata con annesso oratorio salesiano. Inoltre un istituto di educazione primaria in via Giuseppe Verdi porta il suo nome.

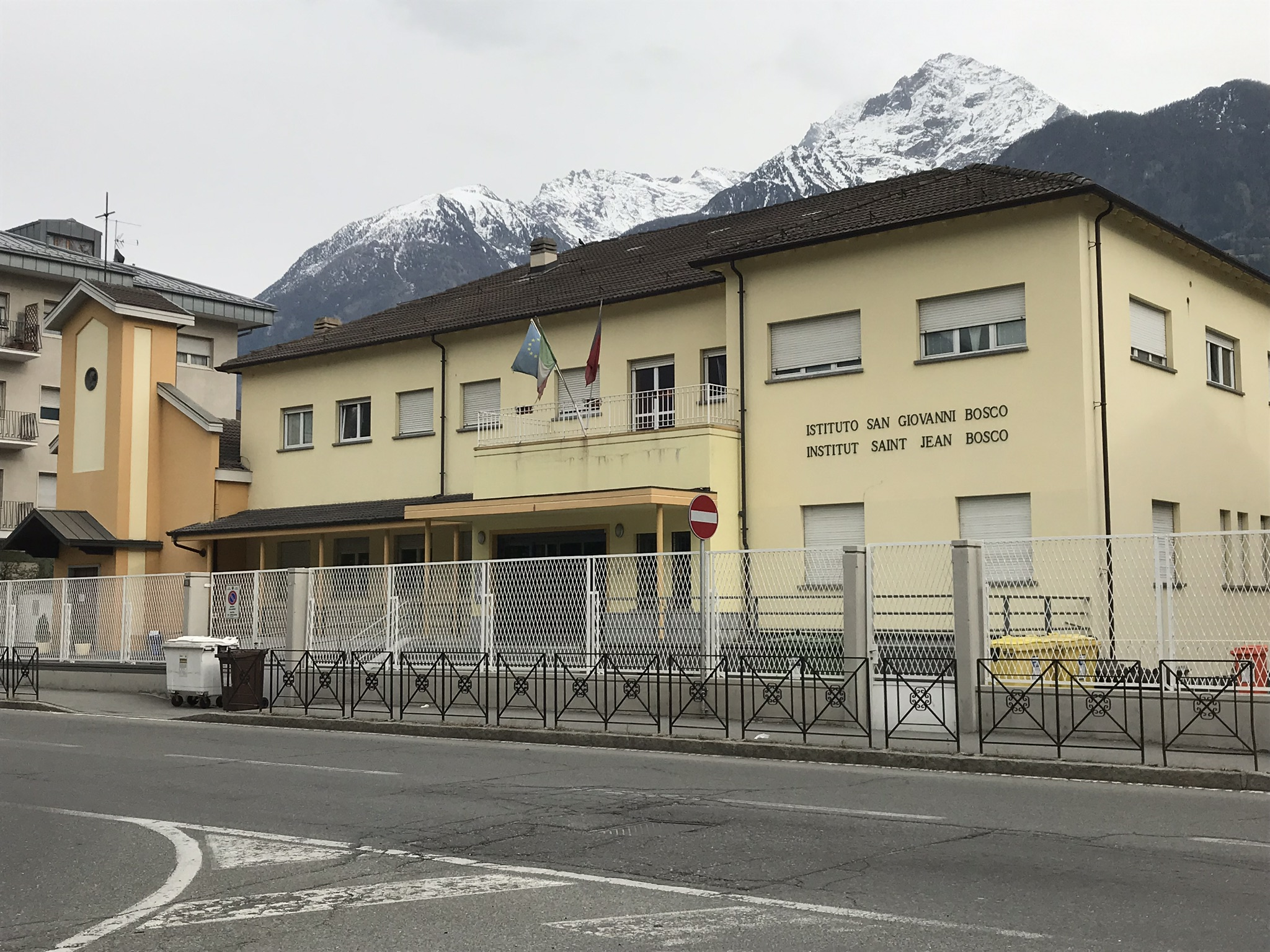
L'istituto San Giovanni Bosco ad Aosta

In Valle d'Aosta due scuole parificate portano il suo nome: un istituto di educazione primaria ad Aosta e la principale scuola di falegnameria della regione, situata a Châtillon.
A Torino in via Manara 10, presso il Borgo Crimea, c'è una scuola primaria statale che porta il suo nome, perché il suo corpo passò di lì prima di essere portato presso il liceo salesiano Valsalice fino al trasferimento definitivo nel 1929 presso il santuario di Maria Ausiliatrice. Il sindaco di allora decise di intitolare la nuova scuola elementare a Don Bosco; nel 1888 si chiamava così la scuola primaria, anche se non si trattava di una paritaria.

## Scritti di don Bosco

### Opere edite
- 1844: Cenni storici sulla vita del chierico Luigi Comollo, Biografia, Opere Edite, Ed. LAS (Libreria Ateneo Salesiano), I,1
- 1845: Il divoto dell'Angelo Custode, Novena, OE I,2
- 1845: Storia Ecclesiastica, Storia, OE I,3
- 1846: Giordano Felice, Cenni istruttivi di perfezione, Biografia, OE II,1
- 1846: Esercizio di divozione alla misericordia di Dio, Devozionario, OE II,2
- 1847: Il giovane provveduto, Educazione alla fede, OE II,3
- 1847: Storia Sacra ad uso delle scuole utile ad ogni stato di persone / arricchita di analoghe incisioni, I ed. Torino, Speirani e Ferrero; ora: Storia Sacra - in: Storia, OE III,1
- 1848: Il Cristiano guidato alla virtù ed alla civiltà, Catechismo, OE III,2
- 1848: L'Amico della Gioventù, Articoli, OE XXXVIII, 3
- 1849: Il Sistema metrico decimale, Sistema metrico, OE IV,1
- 1849: L'Armonia (1849-1863), Articoli, OE XXXVIII, 1
- 1850: Società di mutuo soccorso, Regolamento, OE IV,2
- 1850: Breve ragguaglio della festa fattasi nel distribuire il regalo di Pio IX, Papa, OE IV,3
- 1850: La Chiesa cattolica-apostolica-romana, Chiesa, OE IV,4
- 1852: Catalogo degli oggetti offerti per la Lotteria, Lotteria, OE IV,5
- 1853: Avvisi ai Cattolici, Catechismo, OE IV,6
- 1853: Il Cattolico istruito nella sua religione, Catechismo, OE IV,7
- 1853: Notizie storiche intorno al miracolo del SS. Sacramento, Racconto, OE V,1
- 1853: Fatti contemporanei, Racconto, OE V,2
- 1853: Dramma. Una disputa tra un avvocato e un ministro protestante, Dramma, OE V,3
- 1853: Vita di Santa Zita e di Sant'Isidoro, Agiografia, OE V,4
- 1853: Vita infelice di un novello apostata, Racconto, OE V,5
- 1853: Il Galantuomo pel 1854, Almanacco, OE V,6
- 1854: Il Giubileo, Giubileo, OE V,10
- 1854: Catechismo cattolico sulle rivoluzioni, Catechismo, OE V,7
- 1854: Conversione di una valdese, Racconto, OE V,8
- 1854: Raccolta di curiosi avvenimenti contemporanei, Racconto, OE V,9
- 1854: Il Galantuomo pel 1855, Almanacco, OE VI,1
- 1854: Ai Contadini, Galateo, OE VI,2
- 1855: Maniera facile per imparare la Storia Sacra, Storia, OE VI,3
- 1855: Conversazioni tra un avvocato e un curato di campagna, Catechismo, OE VI,4
- 1855: La forza della buona educazione, Racconto, OE VI,5
- 1855: Vita di San Martino vescovo di Tours, Agiografia, OE VI,6
- 1855: Il Galantuomo pel 1856, Almanacco, OE VI,7
- 1855: La Storia d'Italia, Storia, OE VII,1
- 1856: La chiave del Paradiso, Educazione alla fede, OE VIII,2
- 1856: Vita di S. Pancrazio martire, Agiografia, OE VIII,3
- 1856: Vita di San Pietro, principe degli Apostoli e primo Papa dopo Gesù Cristo, OE VIII,4
- 1856: Il Galantuomo pel 1857, Almanacco, OE VIII,5
- 1856: Avvisi alle figlie cristiane, Educazione alla fede, OE VIII,6
- 1857: Catalogo degli oggetti posti in lotteria, Lotteria, OE IX,1
- 1857: Due conferenze intorno al Purgatorio, Catechismo, OE IX,2
- 1857: Vita di S. Paolo apostolo, Agiografia, OE IX,3
- 1857: Vita de' Sommi Pontefici S. Lino, S. Cleto, S. Clemente Papa, Papa, OE IX,4
- 1857: Vita de' Sommi Pontefici S. Anacleto, S. Evaristo, S. Alessandro I Papa, Papa, OE IX,5
- 1857: Vita de' Sommi Pontefici S. Sisto, S. Telesforo, S. Igino, S. Pio I Papa, Papa, OE X,1
- 1857: Vita di S. Policarpo, Agiografia, OE X,2
- 1857: Il Galantuomo pel 1858, Almanacco, OE X,3
- 1858: Vita de' Sommi Pontefici S. Aniceto, S. Sotero, S. Eleutero, S. Vittore e S. Zefirino, Papa, OE X,4
- 1858: Il mese di maggio consacrato a Maria SS. Immacolata, Maria, OE X,5
- 1858: Porta teco cristiano, Educazione alla fede, OE XI,1
- 1858: Vita del Sommo Pontefice S. Callisto I Papa, Papa, OE XI,2
- 1858: Il Galantuomo pel 1859, Almanacco, OE XI,3
- 1859: Vita del giovanetto Savio Domenico, OE XI,4
- 1859: Vita del Sommo Pontefice S. Urbano I Papa, Papa, OE XI,5
- 1859: Vita dei Sommi Pontefici S. Ponziano, S. Antero e S. Fabiano Papa, Papa, OE XI,6
- 1859: La persecuzione di Decio e il pontificato di San Cornelio I Papa, OE XII,1
- 1859: Il Galantuomo pel 1860, Almanacco, OE XII,2
- 1860: Frassinetti Giuseppe, Industrie spirituali, Educazione alla fede, OE XII,3
- 1860: Vita e martirio de' Sommi Pontefici San Lucio I e S. Stefano I Papa, Papa, OE XII,4
- 1860: Il pontificato di San Sisto II e le glorie di San Lorenzo martire, Papa, OE XII,5
- 1860: Biografia del sacerdote Giuseppe Cafasso, Biografia, OE XII,6
- 1860: Il Galantuomo pel 1861, Almanacco, OE XII,7
- 1860: Angelina o la buona fanciulla, Educazione alla fede, OE XIII,1
- 1861: Esempi edificanti, Racconto, OE XIII,2
- 1861: Una famiglia di martiri, Agiografia, OE XIII,3
- 1861: Cenno biografico sul giovanetto Magone Michele, Biografia, OE XIII,4
- 1861: Il pontificato di S. Dionigi Papa, Papa, OE XIII,5
- 1861: Il Galantuomo pel 1862, Almanacco, OE XIII,6
- 1862: Il pontificato di S. Felice primo e di S. Eutichiano Papi e Martiri, Papa, OE XIII,7
- 1862: Una preziosa parola ai figli ed alle figlie, Educazione alla fede, OE XIII,8
- 1862: Cenni storici intorno alla vita della B. Caterina De-Mattei da Racconigi, Agiografia, OE XIV,1
- 1862: Elenco degli oggetti graziosamente donati a beneficio degli Oratorii, Lotteria, OE XIV,2
- 1862: Novella amena di un vecchio soldato di Napoleone I, Racconto, OE XIV,3
- 1862: Le due orfanelle, Educazione alla fede, OE XIV,4
- 1862: Germano l'ebanista, Educazione alla fede, OE XIV,5
- 1862: Specchio della dottrina cristiana cattolica, Catechismo, OE XIV,6
- 1863: Il giovane provveduto [nuova edizione], Educazione alla fede, OE XIV,7
- 1863: Il pontificato di S. Caio Papa e Martire, Papa, OE XIV,8
- 1864: Il pontificato di S. Marcellino e di S. Marcello Papi e Martiri, Papa, OE XV,1
- 1864: Episodi ameni e contemporanei, Racconto, OE XV,2
- 1864: Il cercatore della fortuna, Varietà, OE XV,3
- 1864: Il pastorello delle Alpi ovvero vita del giovane Besucco Francesco, Biografia, OE XV,4
- 1864: Il Galantuomo pel 1865, Almanacco, OE XV,5
- 1864: L'Unità Cattolica (1864-1888), Articoli, OE XXXVIII,2
- 1865: La casa della fortuna, Dramma, OE XVI,1
- 1865: Dialoghi intorno all'istituzione del Giubileo, Giubileo, OE XVI,2
- 1865: La pace della Chiesa ossia il Pontificato di S. Eusebio e S. Melchiade, Papa, OE XVI,3
- 1865: Lotteria d'oggetti, Lotteria, OE XVI,4
- 1865: Boccalandro Pietro, Storia dell'inquisizione, Storia, OE XVI,5
- 1865: Vita della Beata Maria degli Angeli, Agiografia, OE XVI,6
- 1865: Il Galantuomo pel 1866, Almanacco, OE XVI,7
- 1866: Elenco degli oggetti graziosamente donati a beneficio degli Oratorii, Lotteria, OE XVII,1
- 1866: Card. Wiseman, La perla nascosta, Dramma, OE XVII,2
- 1866: Marchale Vittorio, Una parola da amico all'esercito, Racconto, OE XVII,3
- 1866: Metti Giulio, Daniele e i tre suoi compagni, Dramma, OE XVII,4
- 1866: Valentino o la vocazione impedita, Vocazione, OE XVII,5
- 1866: Chi è D. Ambrogio?! Dialogo tra un barbiere ed un teologo, Racconto, OE XVII,6
- 1866: Pratiche devote per l'adorazione del SS. Sacramento, Devozionario, OE XVII,7
- 1867: Vita di S. Giuseppe, Agiografia, OE XVII,8
- 1867: Novelle e racconti, Racconto, OE XVII,9
- 1867: Il Centenario di S. Pietro Apostolo, Papa, OE XVIII,1
- 1867: Vita di San Pietro, Papa, OE XVIII,2
- 1867: Societas Sancti Francisci Salesii, Società Salesiana, OE XVIII,3
- 1867: Lettera del Sacerdote D. Giovanni Bosco al P. Alessandro Checcucci, Lettera, OE XVIII,4
- 1867: Il Galantuomo pel 1868, Almanacco, OE XVIII,5
- 1868: Il cattolico provveduto per le pratiche di pietà, Catechismo, OE XIX,1
- 1868: I Papi da S. Pietro a Pio IX, Papa, OE XVIII,6
- 1868: Notizie storiche intorno al Santuario di nostra Signora della Pieve in vicinanza di Ponzone, Storia, OE XVIII,7
- 1868: Notitia brevis Societatis Sancti Francisci Salesii, Società Salesiana, OE XVIII,8
- 1868: Severino, Racconto, OE XX,1
- 1868: Maraviglie della Madre di Dio, Maria, OE XX,2
- 1868: Vita di S. Giovanni Battista, Agiografia, OE XX,3
- 1868: Bonetti Giovanni, Vita del giovane Saccardi Ernesto, Biografia, OE XX,4
- 1868: Rimembranza di una solennità in onore di Maria Ausiliatrice, Maria, OE XXI,1
- 1868: Il Galantuomo pel 1869, Almanacco, OE XXI,2
- 1869: La Chiesa Cattolica e la sua gerarchia, Chiesa, OE XXI,3
- 1869: Associazione de' divoti di Maria Ausiliatrice, Maria, OE XXI,4
- 1869: I Concili generali e la Chiesa Cattolica, Chiesa, OE XXII,1
- 1869: Angelina o l'orfanella degli Appennini, Educazione alla fede, OE XXII,2
- 1869: Il Galantuomo pel 1870, Almanacco, OE XXII,3
- 1870: Nove giorni consacrati all'Augusta Madre del Salvatore sotto al titolo di Maria Ausiliatrice, Maria, OE XXII,4
- 1870: Lemoyne G. B., Biografia del giovane Mazzarello Giuseppe, Biografia, OE XXII,5
- 1870: Il Galantuomo pel 1871, Almanacco, OE XXII,6
- 1871: Apparizione della Beata Vergine sulla montagna di La Salette, Maria, OE XXII,7
- 1871: Corona dei sette dolori di Maria, Maria, OE XXIII,1
- 1871: Fatti ameni della vita di Pio IX, Papa, OE XXIII,2
- 1871: Storia Ecclesiastica [quarta edizione migliorata], Storia, OE XXIV,1
- 1871: Il Galantuomo pel 1872, Almanacco, OE XXIV,2
- 1872: Società di S. Francesco di Sales. Anno 1872, Società Salesiana, OE XXIV,3
- 1872: Fondamenti della Cattolica Religione, Catechismo, OE XXIV,4
- 1872: Il Galantuomo pel 1873, Almanacco, OE XXV,1
- 1873: Vita di S. Pancrazio [quarta edizione], Agiografia, OE XXV,2
- 1873: Regulae Societatis S. Francisci Salesii, Costituzioni, OE XXV,3
- 1873: Le maraviglie della Madonna di Lourdes - (Ai benemeriti nostri corrispondenti e lettori), Maria, OE XXV,4
- 1873: Societas S. Francisci Salesii. De Societate S. Francisci Salesii brevis notitia, Società Salesiana, OE XXV,7
- 1874: Regulae Societatis S. Francisci Salesii (Typis de Propaganda Fide, I), Costituzioni, OE XXV,10
- 1874: Regulae Societatis S. Francisci Salesii (Typis de Propaganda Fide, II), Costituzioni, OE XXV,11
- 1874: Congregazione particolare dei Vescovi e Regolari, sopra l'approvazione delle Costituzioni della Società Salesiana (marzo 1874), Società Salesiana, OE XXV,12
- 1874: Sagra Congregazione de' Vescovi e Regolari, Consultazione per una Congregazione particolare (marzo 1874), Società Salesiana, OE XXV,13
- 1874: Unione cristiana, Regolamento, OE XXV,14
- 1874: Regulae seu Constitutiones Societatis S. Francisci Salesii juxta approbationis decretum die 3 aprilis 1874 (Augustae Taurinorum 1874), Costituzioni, OE XXV,15
- 1874: Società di S. Francesco di Sales. Anno 1874, Società Salesiana, OE XXV,16
- 1874: Il Galantuomo pel 1875, Almanacco, OE XXV,17
- 1874: Belasio Antonio Maria, Della vera scuola per ravviare la società, Scuola, OE XXV,5
- 1874: Il Galantuomo pel 1874, Almanacco, OE XXV,6
- 1874: Massimino, Racconto, OE XXV,8
- 1874: Cenno istorico sulla Congregazione di S. Francesco di Sales, Società Salesiana' OE XXV,9
- 1875: Associazione di opere buone (Unione cristiana), Regolamento, OE XXV,18
- 1875: Il giovane provveduto (quarantesima seconda edizione), Educazione alla fede, OE XXVI,1
- 1875: Il Giubileo del 1875, Giubileo, OE XXVI,2
- 1875: Maria Ausiliatrice col racconto di alcune grazie, Maria, OE XXVI,3
- 1875: Opera di Maria Ausiliatrice per le vocazioni allo stato ecclesiastico, Vocazioni, OE XXVII,1
- 1875: Regole o Costituzioni della Società di S. Francesco di Sales secondo il decreto di approvazione del 3 aprile 1874, Costituzioni, OE XXVII,2
- 1875: Sagra Congregazione de' Vescovi e Regolari, Consultazione per la Congregazione speciale, Società Salesiana, OE XXVII,3
- 1875: Il Galantuomo pel 1876, Almanacco, OE XXVII,4
- 1875: Ioannis Tamietti, Sancti Hieronymi De Viris illustribus, Agiografia, OE XXVII,5
- 1876: Brevi biografie dei confratelli salesiani, Necrologio, OE XXVII,6
- 1876: Storia Sacra (edizione decima), Storia, OE XXVII,7
- 1876: Il cercatore della fortuna (seconda edizione), Varietà, OE XXVII,8
- 1876: Il cristiano guidato alla virtù ed alla civiltà (edizione seconda), Catechismo, OE XXVIII,1
- 1876: Cooperatori Salesiani ossia un modo pratico per giovare al buon costume ed alla civile società, Cooperatori, OE XXVIII,2
- 1876: Chiala Cesare, Da Torino alla Repubblica Argentina. Lettere dei missionari salesiani, Missioni, OE XXVIII,3
- 1876: Il Galantuomo pel 1877, Almanacco, OE XXVIII,4
- 1877: Opera di Maria Ausiliatrice per le vocazioni allo stato ecclesiastico, Vocazioni, OE XXIX,1
- 1877: Regolamento dell'Oratorio di S. Francesco di Sales per gli esterni, Regolamento, OE XXIX,2
- 1877: Regolamento per le case della Società di S. Francesco di Sales, Regolamento, OE XXIX,3
- 1877: Regole o Costituzioni della Società di S. Francesco di Sales secondo il decreto di approvazione del 3 aprile 1874, Costituzioni, OE XXIX,4
- 1877: Bareris Giulio, La Repubblica Argentina e la Patagonia. Lettere dei Missionari Salesiani, Missioni, OE XXIX,5
- 1877: Il Galantuomo pel 1878, Almanacco, OE XXIX,6
- 1877: Società di S. Francesco di Sales. Anno 1877, Società Salesiana, OE XXIX,7
- 1877: Capitolo Generale della Congregazione Salesiana da convocarsi in Lanzo nel prossimo settembre 1877, Società Salesiana, OE XXVIII,5
- 1877: Cooperatori Salesiani ossia un modo pratico per giovare al buon costume ed alla civile società, Cooperatori, OE XXVIII,6
- 1877: Inaugurazione del Patronato di S. Pietro in Nizza a mare, Avvenimento, OE XXVIII,7
- 1877: La nuvoletta del Carmelo, Maria, OE XXVIII,8
- 1878: Deliberazioni del Capitolo Generale della Pia Società Salesiana tenuto in Lanzo-Torinese nel settembre 1877, Società Salesiana, OE XXIX,8
- 1878: Il più bel fiore del Collegio Apostolico ossia la elezione di Leone XIII, Papa, OE XXX,1
- 1878: Regole o Costituzioni per l'Istituto delle Figlie di Maria SS. Ausiliatrice, Costituzioni, OE XXX,2
- 1878: Società di S. Francesco di Sales. Anno 1878, Società Salesiana, OE XXX,3
- 1878: Arrigotti Francesco, Notizie storiche sul convento e sul Santuario di Santa Maria delle Grazie presso Nizza Monferrato, Storia, OE XXX,4
- 1878: Il Galantuomo pel 1879, Almanacco, OE XXX,5
- 1878: Lotteria di doni diversi a favore dei poveri giovanetti dell'Ospizio di S. Vincenzo de' Paoli in S. Pier d'Arena, Lotteria, OE XXX,6
- 1879: Le scuole di beneficenza dell'Oratorio di S. Francesco di Sales in Torino, Società Salesiana, OE XXX,7
- 1879: Società di S. Francesco di Sales. Anno 1879, Società Salesiana, OE XXXI,1
- 1879: Il Galantuomo pel 1880, Almanacco, OE XXXI,2
- 1879: Lemoyne G. Batt., L'arca dell'alleanza, Maria, OE XXXI,3
- 1879: Esposizione alla S. Sede dello stato morale e materiale della Pia Società di S. Francesco di Sales, Società Salesiana, OE XXXI,4
- 1879: L'Oratorio di S. Francesco di Sales, Società Salesiana, OE XXXI,5
- 1879: Scelta di laudi sacre ad uso delle Missioni, Lodi, OE XXXI,6
- 1880: Letture amene ed edificanti ossia biografie salesiane, Biografia, OE XXXI,7
- 1880: Società di S. Francesco di Sales. Anno 1880, Società Salesiana, OE XXXI,8
- 1880: Il Galantuomo pel 1881, Almanacco, OE XXXI,9
- 1881: Breve notizia sullo scopo della Pia Società Salesiana, Società Salesiana, OE XXXII,1
- 1881: Biografie. Confratelli chiamati da Dio alla vita eterna nell'anno 1880, Necrologio, OE XXXII,2
- 1881: Eccellentissimo Consigliere di Stato, Lettera, OE XXXII,3
- 1881: Esposizione del sacerdote Giovanni Bosco agli eminentissimi Cardinali della Sacra Congregazione del Concilio, Società Salesiana, OE XXXII,4
- 1881: Favori e grazie spirituali concessi dalla Santa Sede alla Pia Società, Società Salesiana, OE XXXII,5
- 1881: L'aritmetica ed il sistema metrico (settima edizione), Sistema metrico, OE XXXII,6
- 1881: Arpa cattolica o raccolta di laudi sacre in onore dei santi e delle sante, Lodi, OE XXXII,8
- 1881: Arpa cattolica o raccolta di laudi sacre in onore di Gesù Cristo, di Maria Santissima e dei santi, Lodi, OE XXXII,9
- 1882: Biografie 1881, Necrologio, OE XXXII,10
- 1882: Biographie du jeune Louis Fleury Antoine Colle, Biografia, OE XXXII,11
- 1882: Arpa cattolica o raccolta di laudi sacre sulla passione sulle feste principali e sui novissimi, Lodi, OE XXXII,7
- 1882: Deliberazioni del secondo Capitolo Generale della Pia Società Salesiana, Società Salesiana, OE XXXIII,1
- 1882: Il Galantuomo pel 1883, Almanacco, OE XXXIII,2
- 1883: Biografie dei Salesiani defunti nel 1882, Necrologio, OE XXXIII,3
- 1883: La figlia cristiana provveduta (quarta edizione), Educazione alla fede, OE XXXIII,4
- 1883: Il cattolico nel secolo [terza edizione], Catechismo, OE XXXIV,1
- 1883: Il Galantuomo pel 1884, Almanacco, OE XXXIV,2
- 1884: Cenni sulla vita del giovane Luigi Comollo [seconda edizione], Biografia, OE XXXV,1
- 1884: Il Galantuomo pel 1885, Almanacco, OE XXXV,2
- 1885: Il giovane provveduto (101ª edizione), Educazione alla fede, OE XXXV,3
- 1885: Breve notizia sullo scopo della Pia Società Salesiana, Società Salesiana, OE XXXVI,1
- 1885: Biografie dei Salesiani defunti negli anni 1883 e 1884, Necrologio, OE XXXVI,2
- 1886: Il Galantuomo pel 1886, Almanacco, OE XXXVI,3
- 1887: Deliberazioni del secondo Capitolo Generale delle Figlie di Maria SS. Ausiliatrice, Società Salesiana, OE XXXVI,4
- 1887: Deliberazioni del terzo e quarto Capitolo Generale della Pia Società Salesiana, Società Salesiana, OE XXXVI,5
- 1887: La Storia d'Italia (18ª edizione), Storia, OE XXXVII,1
- 1888: Elenchus privilegiorum, Società Salesiana, OE XXXVII,2

### Epistolario
- Eugenio Ceria, Epistolario di San Giovanni Bosco, volumi quattro. Dall'anno 1835 al 1880, SEI, Torino 1955-1959;
- Epistolario. 1., 1835-1863. (1-726), introduzione, testi critici e note a cura di Francesco Motto, Roma, LAS, 1991;
- Epistolario. 2., 1864-1868. (727-1263), introduzione, testi critici e note a cura di Francesco Motto, Roma, LAS, 1996;
- Epistolario. 3., 1869-1872, (1264-1714), introduzione, testi critici e note a cura di Francesco Motto, Roma, LAS, 1999;
- Epistolario. 4., 1873-1875, (1715-2243), introduzione, testi critici e note a cura di Francesco Motto, Roma, LAS, 2003;

## Riferimenti in testi musicali
- Cambalache (tango), Testo e musica di Enrique Santos Discepolo 1934.
- Annunciatemi al pubblico, traccia musicale di Caparezza tratta dall'album  "Habemus Capa" (2006).

## Filmografia
- Don Bosco, film, regia di Goffredo Alessandrini, con Gian Paolo Rosmino, Maria Vincenza Stiffi, Roberto Pasetti, Ferdinando Mayer, Vittorio Vaser, Felice Minotti, 1935;
- Don Bosco, film, regia di Leandro Castellani, con Ben Gazzara, Patsy Kensit, Piera Degli Esposti, Philippe Leroy, 1988;
- Don Bosco, sceneggiato in due puntate, regia di Lodovico Gasparini, con Flavio Insinna e Lina Sastri. Raiuno, 22-23 settembre 2004;
- Giovanni, il ragazzo del sogno, film, regia di Giuseppe Rolando, con P. Bramante, 2005, miniserie tv;
- Maìn - La casa della felicità, film, regia di Simone Spada, 2012.